# Alcobendas
Alcobendas est une commune espagnole située dans la communauté de Madrid.

## Géographie

### Situation
Le territoire municipal s'étend sur 44,98 km2 dans le haut bassin du Manzanares, au nord de Madrid. Le centre de la ville se situe à 15 km de la capitale, à une altitude de 669 m et forme une seule agglomération avec la ville voisine de San Sebastián de los Reyes. Il comprend les zones résidentielles de La Moraleja, El Soto, Arroyo de la Vega et une partie d'Encinar de los Reyes. De même, il compte d'importantes zones industrielles, commerciales et de loisirs.

## Histoire
Le nom d'Alcobendas, malgré les défenseurs d'une origine arabe (« Alccoba » = lieu de repos), semble dériver de mots celtiques ou pré-romains. Menéndez Pidal le dérivait de « Alcovindos », colline blanche et, plus récemment, le professeur Francisco Villar le dérivait de « Alcebindos », colline du chevreuil.
Il semblerait que l'abside de l'église paroissiale Saint-Pierre pourrait être une partie des restes de l'une des tours de guet musulmanes, construites au Xe siècle le long de la vallée de la Jarama en des lieux stratégiques, comme celles d'El Vellón, Venturada ou El Berrueca, encore debout aujourd'hui.
Depuis les années 1960, Alcobendas est devenue l'une des cités dortoirs de la périphérie de Madrid.
Avec l'arrivée de la démocratie, elle connaît une croissance constante et est devenue aujourd'hui l'une des plus importantes municipalités de la Communauté de Madrid.

## Politique et administration

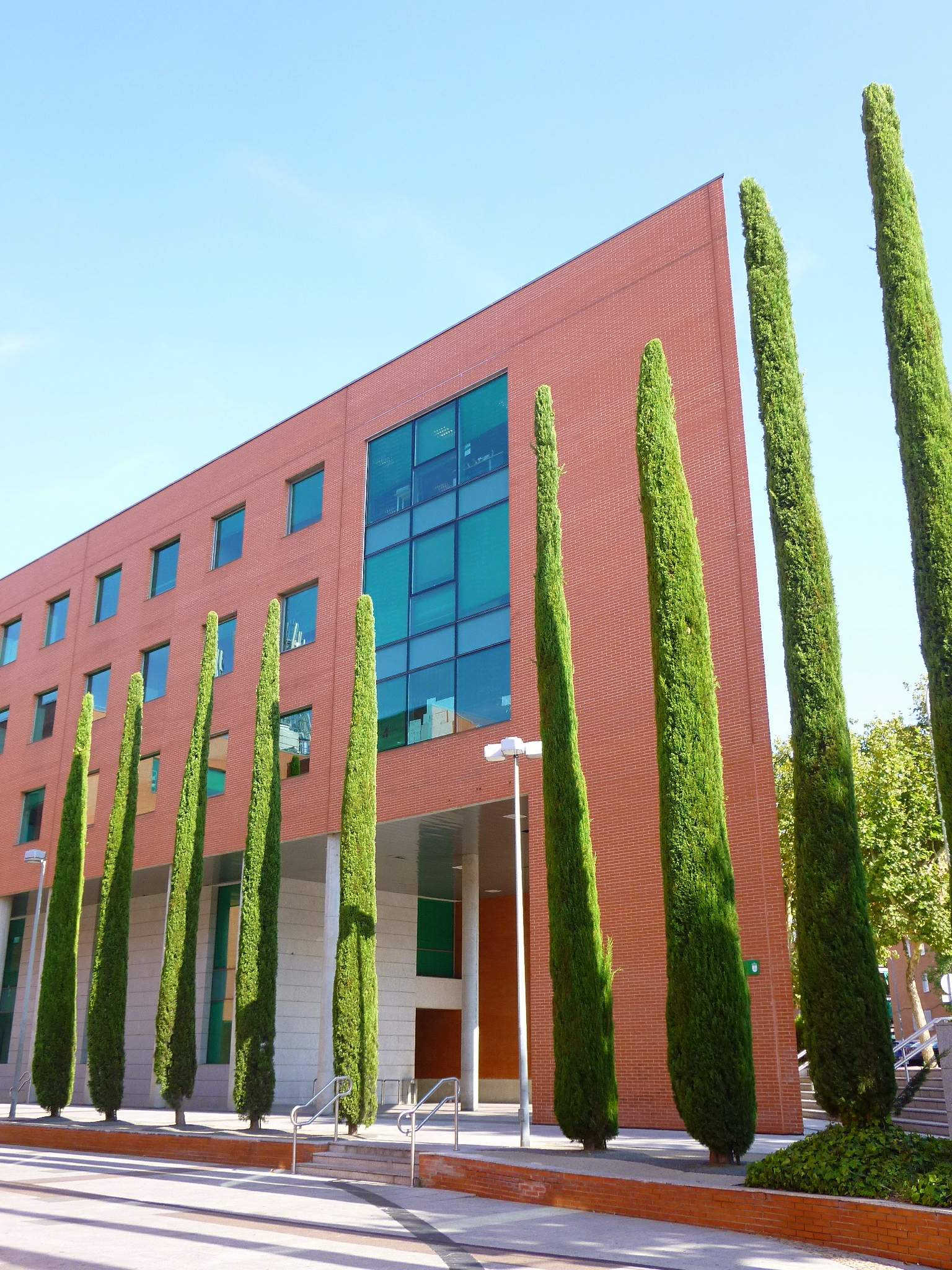
La mairie d'Alcobendas.

La commune est dirigée par un conseil municipal de vingt-sept membres élus pour quatre ans.
| Période                                  | Période  | Identité                  | Étiquette | Qualité |
| ---------------------------------------- | -------- | ------------------------- | --------- | ------- |
| Les données manquantes sont à compléter. |          |                           |           |         |
| 1979                                     | 1983     | Carlos Muñoz Ruiz         | PSOE      |         |
| 1983                                     | 2007     | José Caballero            | PSOE      |         |
| 2007                                     | 2019     | Ignacio García de Vinuesa | PP        |         |
| 2019                                     | 2021     | Rafael Sánchez Acera      | PSOE      |         |
| 2021                                     | 2023     | Aitor Retolaza            | CS        |         |
| 2023                                     | En cours | Rocío García              | PP        |         |

## Population et société

### Démographie
| 1842  | 1860  | 1877  | 1887  | 1900  | 1910  | 1920  | 1930  | 1940  |
| ----- | ----- | ----- | ----- | ----- | ----- | ----- | ----- | ----- |
| 1 311 | 1 333 | 1 137 | 1 168 | 1 313 | 1 393 | 1 417 | 1 703 | 1 985 |

| 1960  | 1970   | 1981   | 1991   | 2001   | 2011    | 2015    | 2018    | 2023    |
| ----- | ------ | ------ | ------ | ------ | ------- | ------- | ------- | ------- |
| 3 748 | 25 704 | 63 731 | 78 825 | 92 090 | 109 705 | 113 055 | 116 037 | 119 416 |

### Enseignement
La commune comprend quatorze écoles publiques pré-scolaires et primaires, quatorze écoles privées et cinq instituts d'éducation secondaire.
Elle abrite également le campus Saint-Exupéry du lycée français de Madrid, l'un des deux sites de celui-ci, situé à La Moraleja,.
L'enseignement supérieur est présent avec les campus de l'université européenne de Madrid, de l'université autonome de Madrid et de l'université pontificale de Comillas.

### Sport
En matière d'équipements multi-sports, la ville possède le complexe José-Caballero et la cité sportive Valdelasfuentes. 

#### Basket
Le basket est présent avec le Club Baloncesto Alcobendas. La Fondation Pedro Ferrándiz avait installé le musée du basket-ball international et le FIBA Hall of Fame, qui ont été transférés en Suisse en 2010.

#### Cyclisme
La commune a été ville d'arrivées du Tour d'Espagne :
- En 1997, un contre-la-montre avec la victoire du Suisse Alex Zülle.
- En 2005, avec la victoire de l'Allemand Heinrich Haussler.

#### Hockey sur patins
Le hockey sur patins est présent avec le Club Patín Alcobendas. La ville a accueilli les 10e championnats du monde féminin en 2010, ainsi que les 51e championnat d'Europe masculin du 14 au 19 juillet 2014.

#### Autres
La ville possède également un club de handball, le BM Alcobendas, le Club Gimnástico Alcobendas Chamartin et son équipe de rugby, ainsi que le Club Alcobendas rugby.

## Économie
Cette ville a connu une grande croissance économique depuis 1950. Dans cette localité, l'on peut trouver d'importants centres commerciaux comme La Vega (notamment Alcampo, filiale espagnole d'Auchan), Carrefour, Rio-Norte (Decathlon, Toys'r'us, Décimas, etc.), Centre de Loisirs Diversia (restaurants, bowling, ciné), Moraleja Green (Centre Comercial Sánchez Romero notamment). Elle comporte deux zones industrielles de grande importance, reliées à la A-1 (Madrid-Burgos), l'autoroute de Madrid-Colmenar, la station de métro la Granja (L-10) et des lignes de bus. Elle comporte aussi deux parcs d'entreprise : La Moraleja et Arroyo de la Vega, où d'importantes entreprises ont établi leur siège social (Siège de la filiale espagnole des Laboratoires Boiron). Il s'agit en particulier d'entreprises du secteur des nouvelles technologies.

## Équipements et transports

### Voies de communication
L'autoroute A-1, qui relie Madrid à Burgos, est la principale voie d'accès à la commune, qui est également connectée aux autoroutes M-50, R-2 et M-12.

### Transports publics
Alcobendas est reliée au réseau du métro de Madrid par la ligne 10 depuis 2007. Le territoire de la commune compte quatre stations : Manuel de Falla, Marqués de la Valdavia, La Moraleja et La Granja.

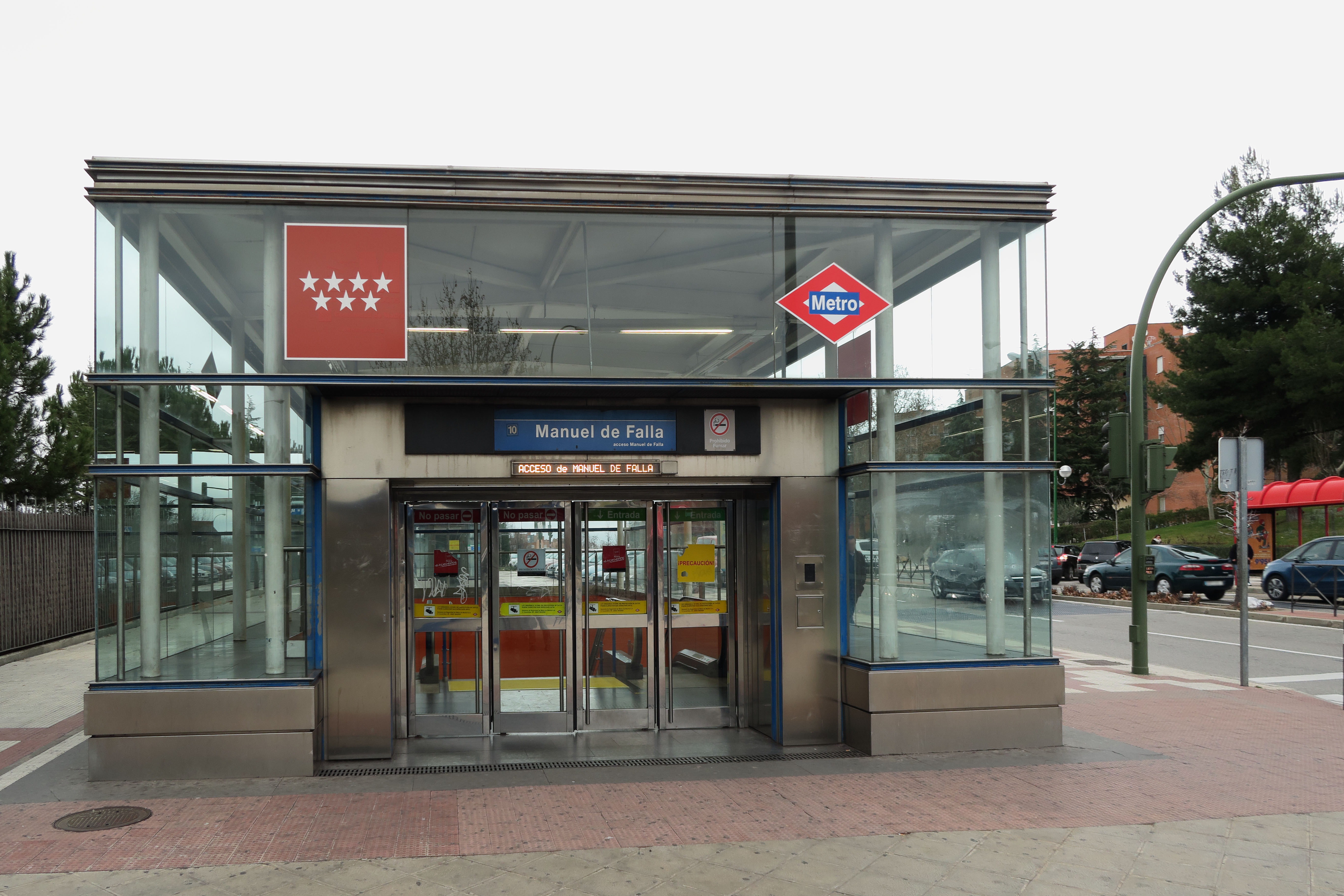
Manuel de Falla.
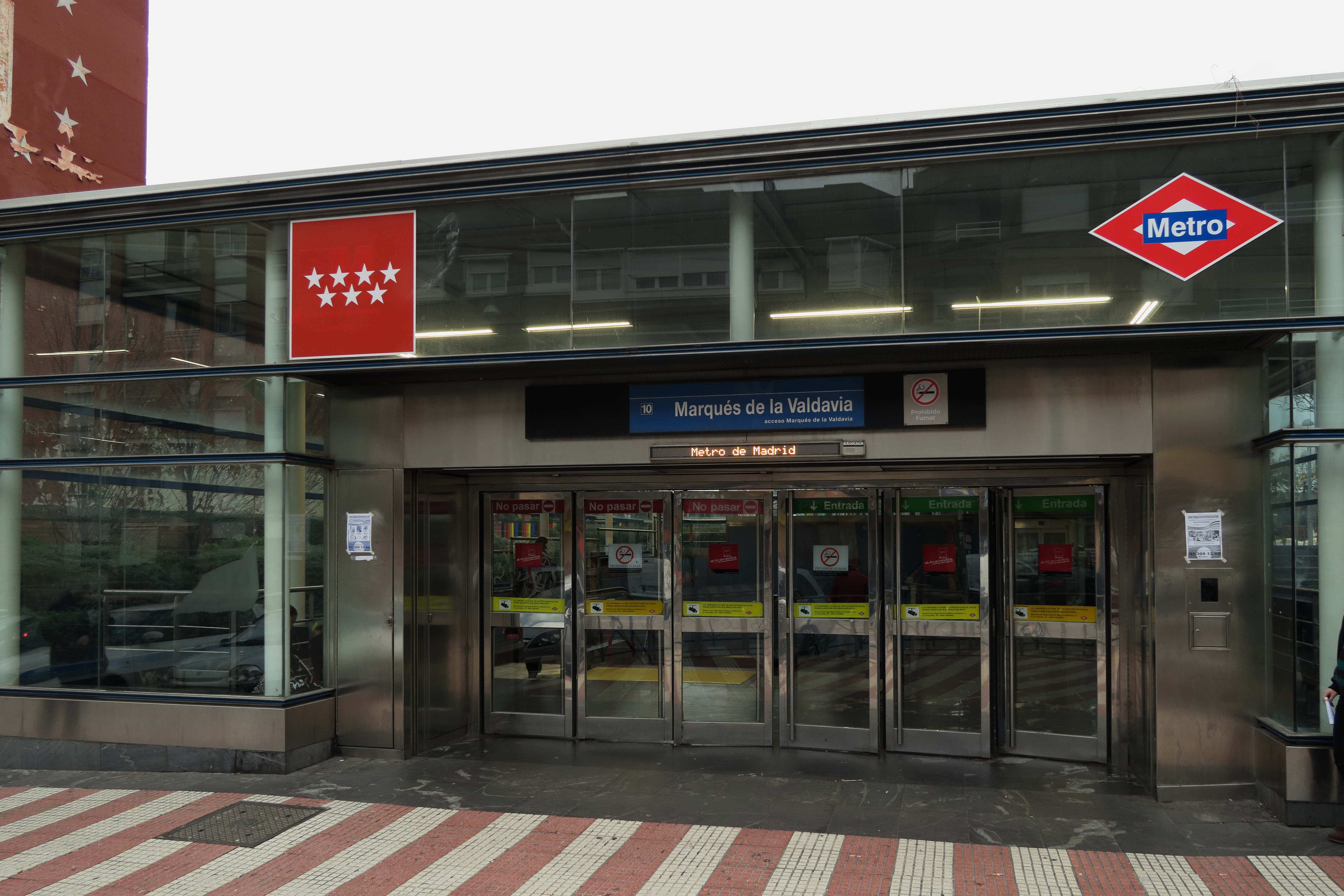
Marqués de la Valdavia.
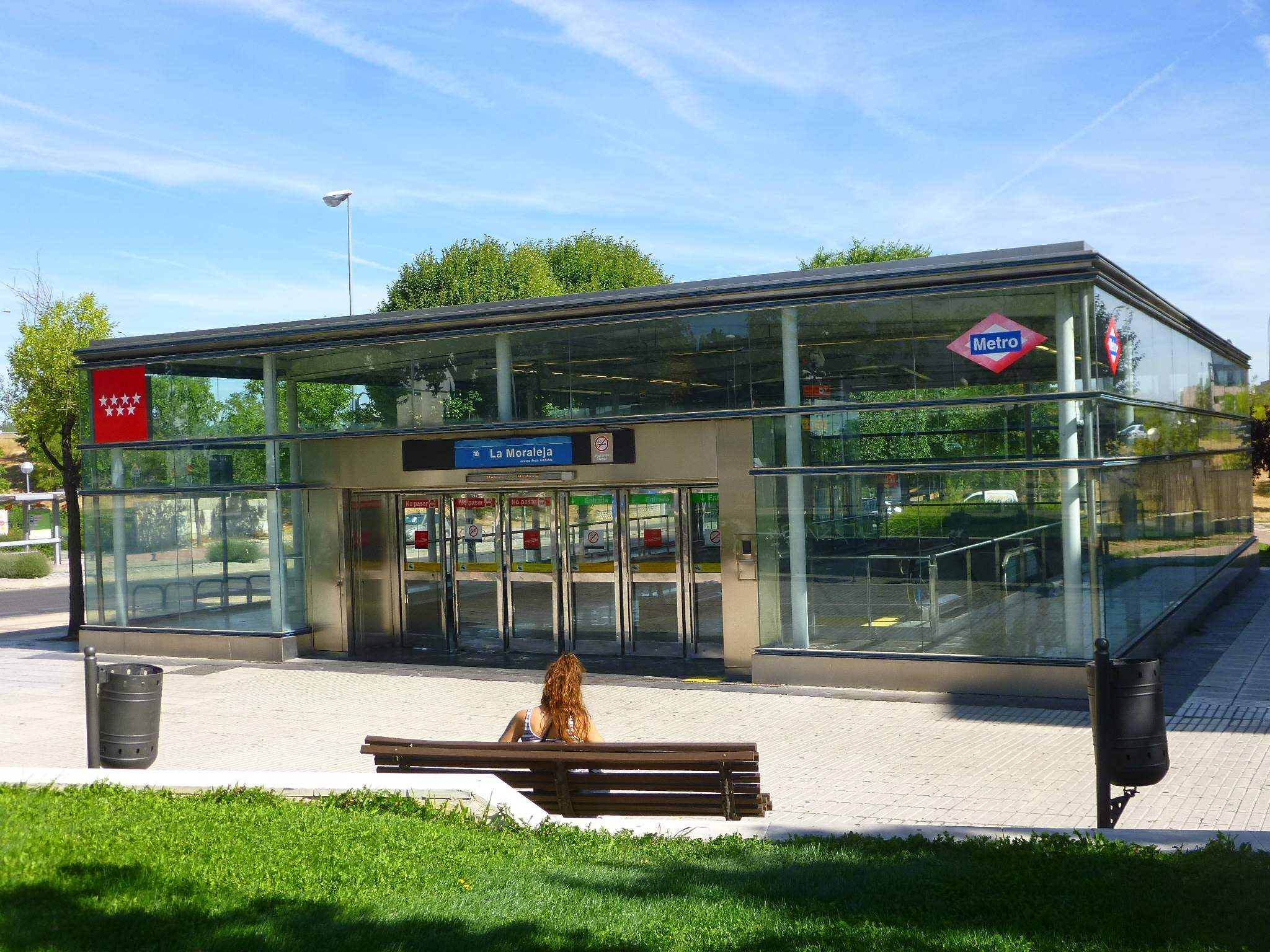
La Moraleja.
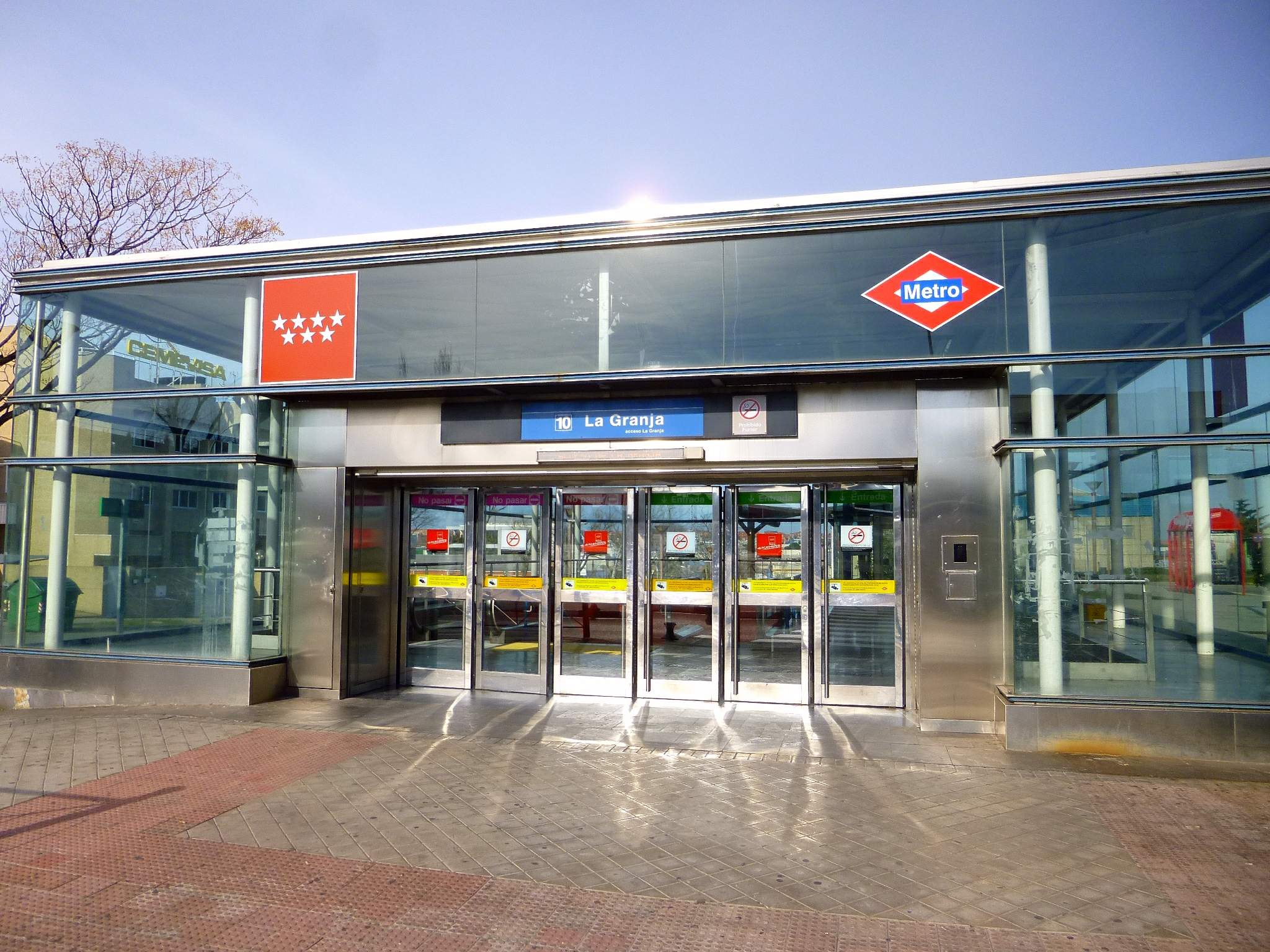
La Granja.

La ville est connectée aux trains de la ligne C-4a des Cercanías Madrid, qui desservent les gares de Valdelasfuentes et d'Alcobendas-San Sebastián de los Reyes.
Alcobendas dispose également de son propre réseau d'autobus urbains qui comprend huit lignes. Elle est enfin reliée à Madrid par dix-huit lignes d'autobus interurbains.

## Personnalités liées à la commune
Penélope Cruz est native d'Alcobendas, comme sa sœur Mónica et son frère Eduardo. La ville a vu également naître la basketteuse Amaya Valdemoro et le footballeur Mario Suárez Mata.

## Jumelage
- Épinay-sur-Seine (France) depuis 1986